# Самый маленький небоскрёб в мире
Самый маленький небоскрёб в мире (также известно как Здание Ньюби-Макмаона, англ. Newby-McMahon Building) — здание в городе Уичито-Фолс, архитектурный курьёз, возникший в результате аферы инженера Дж. Д. Макмаона. Находится на углу улиц Седьмой и ЛаСалля. В настоящее время достопримечательность штата Техас.

## История
В 1912 году в окрестностях Уичито-Фолс была найдена нефть, что вызвало резкий приток переселенцев в город. Помимо жилых помещений возникла потребность в офисных зданиях. Тогда инженер Дж. Макмаон предложил проект здания высотой в 480 футов (около 146 метров), запросив за работу 200 000 $. Через год строительство закончилось, однако высота здания составила всего 12 метров. Оказалось, что в проекте инженер указал высоту не в футах, а в дюймах, на что заказчики внимания не обратили. В итоге попытки инвесторов вернуть свои деньги через суд не увенчались успехом.
Первоначально здание вызывало раздражение у жителей города, однако в 1920-х годах оно получило определённую известность благодаря упоминанию в издании Роберта Рипли «Ripley’s Believe It or Not!». Тогда же оно получило название «Самый маленький небоскрёб в мире» (англ. World's littlest skyscraper). Тем временем запасы нефти рядом с городом истощились, а Великая депрессия окончательно подорвала экономику города. Несколько лет здание вообще не использовалось. Дом много раз менял владельцев, здесь располагались то офисы, то парикмахерские, то кафе. Неоднократно здание планировалось демонтировать, однако горожане начали активно выступать за его сохранение. В 1986 году «небоскрёб» был передан Обществу наследия округа Уичито (Wichita County Heritage Society).

## Описание
Здание построено в стиле функционализма (Баухаус) с элементами эклектики, выстроено из красного кирпича и искусственного камня. Имеет всего четыре этажа. Общая высота составляет 40 футов (12 метров). Внутри здания имеется крутая и узкая лестница, составляющая около 25 % площади строения.

## Современное состояние
Здание объявлено составной частью исторического района Уичито-Фолс, имеющего статус достопримечательности Техаса. Помимо того, что оно является туристической достопримечательностью, здесь находится лавка антиквара и студия художника.